# Quirizio di Giovanni da Murano
Quirizio di Giovanni da Murano ou Quirizio da Murano ou Quiricius (Venise) est  un peintre italien de la première Renaissance de sujets religieux qui fut actif à Venise entre 1460 et 1478).

## Biographie
On sait peu de choses de ce peintre. Il est supposé avoir été élève d'Antonio de Murano, bien que les suppositions des critiques varient sur lui et son œuvre. 
Il est fort probable qu'il n'ait que peu réalisé seul, étant l'un des assistants de l'atelier des Vivarini. 
Son utilisation du tempera est semblable à celui de l'école de Murano, plat, léger et avec peu ou pas du tout d'ombres. Son style de visages est régulier et bien formé, avec un long cou et des doigts fins, et une taille très mince.

## Travaux

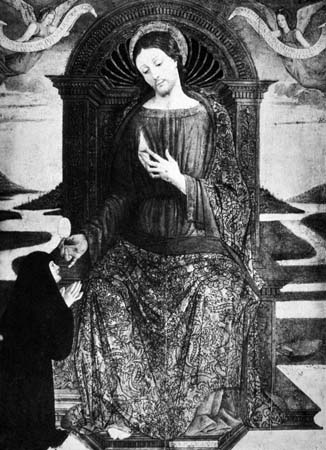
Christ montrant ses plaies et donnant l'hostie à une nonne clarisse

- Le Sauveur,  Christ montrant ses plaies et donnant l'hostie à une nonne clarisse (1460-1478) : Le tableau fut réalisé pour le monastère de Sainte Claire sur l'île de Murano et montre un Christ aux traits féminins tenant son sein blessé. À présent à l'Académie de Venise[1], 87 cm × 114 cm tempera et huile sur panneau.

- Santa Lucia e storie della sua vita(autour de 1462 - 1478), tempera, Venise.

- Il Trittico di Quirizio da Murano della Madonna dell'Umiltà (1461-1478) (triptyque de la Madone de l'humilité, avec saint Augustin et saint Jérôme à gauche, sainte Catherine et sainte Lucie à droite, et la Vierge adorant l'Enfant au centre.

Certaines des autres œuvres qui lui sont attribuées pourraient avoir été réalisées par Bartolomeo Vivarini.